# Gaurax biannulatus
Gaurax biannulatus är en tvåvingeart som först beskrevs av Malloch 1941.  Gaurax biannulatus ingår i släktet Gaurax och familjen fritflugor.
Artens utbredningsområde är Tasmanien. Inga underarter finns listade i Catalogue of Life.